# Звёздные врата: SG-1 (сезон 9)
Список и описание эпизодов девятого сезона американского научно-фантастического телевизионного сериала «Звёздные врата: SG-1», стартовавшего 15 июля 2005 года. Девятый сезон, состоящий из 20 эпизодов, заканчивается 10 марта 2006 года. Девятый сезон окрестили началом «новых» «Звёздных врат SG-1», который должен стать продолжением сериала после логического окончания предыдущего сезона. Сезон имеет свою сюжетную линию, включающую информацию о расе Древних, Артурианских легендах и их происхождении.

## В главных ролях
- Бэн Браудер — подполковник Камерон Митчелл
- Аманда Таппинг — подполковник Саманта Картер
- Кристофер Джадж — джаффа Тил'к
- Бо Бриджес — генерал-майор Хэнк Лэндри.
- Майкл Шенкс — доктор Дэниэл Джексон

## Эпизоды
| № общий | № в сезоне | Название                                                    | Дата премьеры    |
| --- | ---------- | ----------------------------------------------------------- | ---------------- |
| 175 | 1          | «Авалон. Часть 1» «Avalon (Part 1 of 3)»                    | 15 июля 2005     |
| Назначенный возглавить SG-1 подполковник Камерон Митчелл с удивлением узнает, что все её прежние члены получили новые назначения, и ему придется собрать новую команду. В это время на Землю прибывает Вала Мал Доран с каменной скрижалью, открывающий путь к сокровищнице Древних. Скрижаль подписана Мерлином — одним из Древних, вернувшихся с Атлантиса на Землю. Чтобы её не обманули, Вала надевает на руку Джексона браслет, который не даст ему далеко уйти от неё.                                                |            |                                                             |                  |
| 176 | 2          | «Авалон. Часть 2» «Avalon (Part 2 of 3)»                    | 22 июля 2005     |
| Древнее устройство коммуникаций передает подсознание Дэниэла и Валы, посылая их в другую галактику, где они вселяются в тела двух человек, преследуемых последователями злой религии Орай… |            |                                                             |                  |
| 177 | 3          | «Происхождение» «Origin»                                    | 29 июля 2005     |
| Дэниэл встречается лицом к лицу с Орай, огненной расой древних существ, которые требуют от смертных поклонения, и которые до сих пор не знали что и в нашей галактике (которую защитили от них Древние) есть смертные люди. В другом месте Командование «Звёздных Врат» сталкиваются с первым Приором Орай в нашей галактике… |            |                                                             |                  |
| 178 | 4          | «Неразрывные узы» «The Ties That Bind»                      | 5 августа 2005   |
| Дэниэл Джексон обыскивает Валу Мал Доран перед отъездом из Земли и обнаруживает, что она дважды пробует убежать с бесценным экспонатом. Но спустя приблизительно час после того, как она уезжает, Дэниэл снова теряет сознание. Он приходит в себя только тогда, когда она возвращается, и выясняется, что есть более постоянная связь, чем они думали… |            |                                                             |                  |
| 179 | 5          | «Сильные мира сего» «The Powers That Be»                    | 12 августа 2005  |
| SG-1 посещает мир, где недавно видели посланника Орай и людей которые, поклоняются Вале как богу, не зная о поражении гоа’улда, носителем которого она являлась. Когда она признаётся в управлении ими, жители деревни требуют, чтобы Вала предстала перед судом. Внезапно эту же планету посещает Приор из Орай. После его ухода жители планеты заболевают непонятной болезнью, которую, к счастью, получается вылечить у Валы с помощью Амулета гоа’улдов. Но радость жителей преждевременна, Приоры Орай слишком сильны… |            |                                                             |                  |
| 180 | 6          | «Плацдарм» «Beachhead»                                      | 19 августа 2005  |
| Саманта Картер возвращается в SGC, когда Орай захватывают власть на планете, используя растущее силовое поле, чтобы укрепиться в нашей галактике. В это же время в SGC прибывает гоа’улд по имени Нерус, известный своим коварством, и предлагает свою помощь в победе над Орай… |            |                                                             |                  |
| 181 | 7          | «Машина возмездия» «Ex Deus Machina»                        | 26 августа 2005  |
| SG-1 выясняет, что все ещё есть гоа’улды, скрывающиеся на Земле, включая и прежнего Системного Лорда Ба’ала. Тем временем, напряжение в отношениях между Землёй и Свободными Джаффа продолжает расти. Лидер джаффа Герак хочет без помощи землян поймать ложного Бога Ба’ала и убить его. Земляне же хотят справедливого суда… |            |                                                             |                  |
| 182 | 8          | «Вавилон» «Babylon»                                         | 9 сентября 2005  |
| Полковник Митчелл ранен в перестрелке с воином мифического племени мятежных джаффа. Его обучают их методам борьбы только для того, чтобы он мог участвовать в ритуальном смертельном сражении… |            |                                                             |                  |
| 183 | 9          | «Прототип» «Prototype»                                      | 16 сентября 2005 |
| SG-1 обнаруживают генетически усовершенствованный гибрид человека и Гоа’улда, обладающего памятью Анубиса и способного к вознесению. Он должен был стать первым из элитной расы воинов Анубиса. Дэниэл понимает, что мутант может представлять угрозу для Древних. Несмотря на опасность, NID стремится получить возможность изучить прототип. |            |                                                             |                  |
| 184 | 10         | «Четвёртый всадник. Часть 1» «The Fourth Horseman (Part 1)» | 16 сентября 2005 |
| Земля заражена смертельной чумой, привезенной после контактов с Приором Орай. Лидер джаффа Герак предлагает, чтобы Свободные джаффа следовали за религией Орай и сам становится одним из Приоров… |            |                                                             |                  |
| 185 | 11         | «Четвёртый всадник. Часть 2» «The Fourth Horseman (Part 2)» | 6 января 2006    |
| Чума Орай быстро распространяется. SG-1 надеются на то, что те, кто уже подвергался её воздействию раньше, знают, как с ней бороться. Герак предпринимает попытку объединения джаффа под флагом Орай. Он призывает Тил'ка и Бра’така к сотрудничеству. |            |                                                             |                  |
| 186 | 12         | «Сопутствующие потери» «Collateral Damage»                  | 13 января 2006   |
| Полковник Митчелл ложно обвинен в убийстве — однако всё становится на свои места благодаря технологии, которая способна проецировать его воспоминания в чужой разум. |            |                                                             |                  |
| 187 | 13         | «Волновой эффект» «Ripple Effect»                           | 20 января 2006   |
| Генерал Лэндри вынужден прибыть в диспетчерскую из-за незапланированной внешней активации. «Врата» подготовлены к открытию, сигнал получен. В этот момент происходит ослепительная вспышка света и непонятный шум. После возвращения команды SG-1 происходит повторная активация Врат, а затем через них проходит вторая команда SG-1, одетая в другую форму… |            |                                                             |                  |
| 188 | 14         | «Цитадель» «Stronghold»                                     | 27 января 2006   |
| Тил'к и Бра’так отправились на Дэкару для участия в заседании Высшего Совета джаффа с целью проведения референдума, на котором свободные джаффа могли бы избирать своих представителей в Совет на демократических принципах, а не подчиняться военной верхушке. Мез’рай — старый друг Бра’така поддерживает их позицию. |            |                                                             |                  |
| 189 | 15         | «Итон» «Ethon»                                              | 3 февраля 2006   |
| Дэниэл попадает в тюрьму в одном из миров, контролируемых Орай. Во время попытки SG-1 вызволить его «Прометей» был уничтожен. |            |                                                             |                  |
| 190 | 16         | «Вырваться из клетки» «Off The Grid»                        | 10 февраля 2006  |
| SG-1 попадает в ловушку на одной из планет после того, как наборное устройство и сами «Врата» исчезают… Тем временем, прежний Системный Лорд Ба’ал пытается восстанавливать свою империю. |            |                                                             |                  |
| 191 | 17         | «Бедствие» «The Scourge»                                    | 17 февраля 2006  |
| Путешествие в другой мир устроенное для группы иностранных дипломатов становится крайне опасным, когда коварная разновидность насекомого вырывается на свободу. |            |                                                             |                  |
| 192 | 18         | «Мантия Артура» «Arthur's Mantle»                           | 24 февраля 2006  |
| Тил'к и SG-9 обнаруживают, что Соданы подверглись жестокому нападению. Тем временем, Митчелл и Картер перемещаются в другое измерение, что делает их невидимыми для всех сотрудников SGC. |            |                                                             |                  |
| 193 | 19         | «Крестовый поход» «Crusade (Part 1 of 3)»                   | 3 марта 2006     |
| Вала Мал Доран связывается со штабом SGC из галактики Орай и рассказывает о своей жизни в деревни, где строятся боевые корабли Орай, которые теперь готовы отправиться в нашу галактику. А тем временем на Земле возникла проблема — Россия заявила о желании забрать свои «Звёздные Врата» обратно. |            |                                                             |                  |
| 194 | 20         | «Камелот» «Camelot (Part 2 of 3)»                           | 10 марта 2006    |
| SG1 отправляется в мир, где Мерлин спрятал оружие способное уничтожить высшее существо, и обнаруживают Камелот. Чтобы найти сокровище Мерлина, среди которого должно быть это оружие, им придется столкнуться с голографической защитной системой Мерлина, аналогичной той, что была в Авалоне. А тем временем обнаружены супер врата, через которые в нашу Галактику должен прибыть флот Орай. |            |                                                             |                  |